# 上近見停留場
上近見停留場（かみちかみていりゅうじょう）は、かつて熊本県熊本市にあった熊本市交通局川尻線に属した電停（廃駅）である。

## 構造
- 国道3号（現・川尻市道）沿いの専用軌道上に相対式2面2線であった。

## 歴史
- 1926年（大正15年）10月12日 熊本電気軌道が世安橋 - 岡町間を新規開業と共に「蓮台寺駅」として開設。
- 1945年（昭和20年）12月1日 熊本市が百貫線と共に川尻線買収、熊本市交通局の路線となる。
- （改称時期不明） 名称を蓮台寺から上近見に変更。
- 1965年（昭和40年）2月21日 川尻線廃止に伴い、当駅も廃止。

## 現在
- 軌道跡は住宅街になっている。

## 隣の停留場
熊本市交通局
川尻線
平田町電停 - 上近見電停 - 日吉校前電停